# شیخ طعمه
شیخ طعمه، روستایی در دهستان کرخه بخش مرکزی شهرستان حمیدیه در استان خوزستان ایران است.

## جمعیت
بر پایه سرشماری عمومی نفوس و مسکن در سال ۱۳۹۵، جمعیت این روستا برابر با ۱٬۵۹۶ نفر (۳۴۸ خانوار) بوده است.